# Spreeksteen

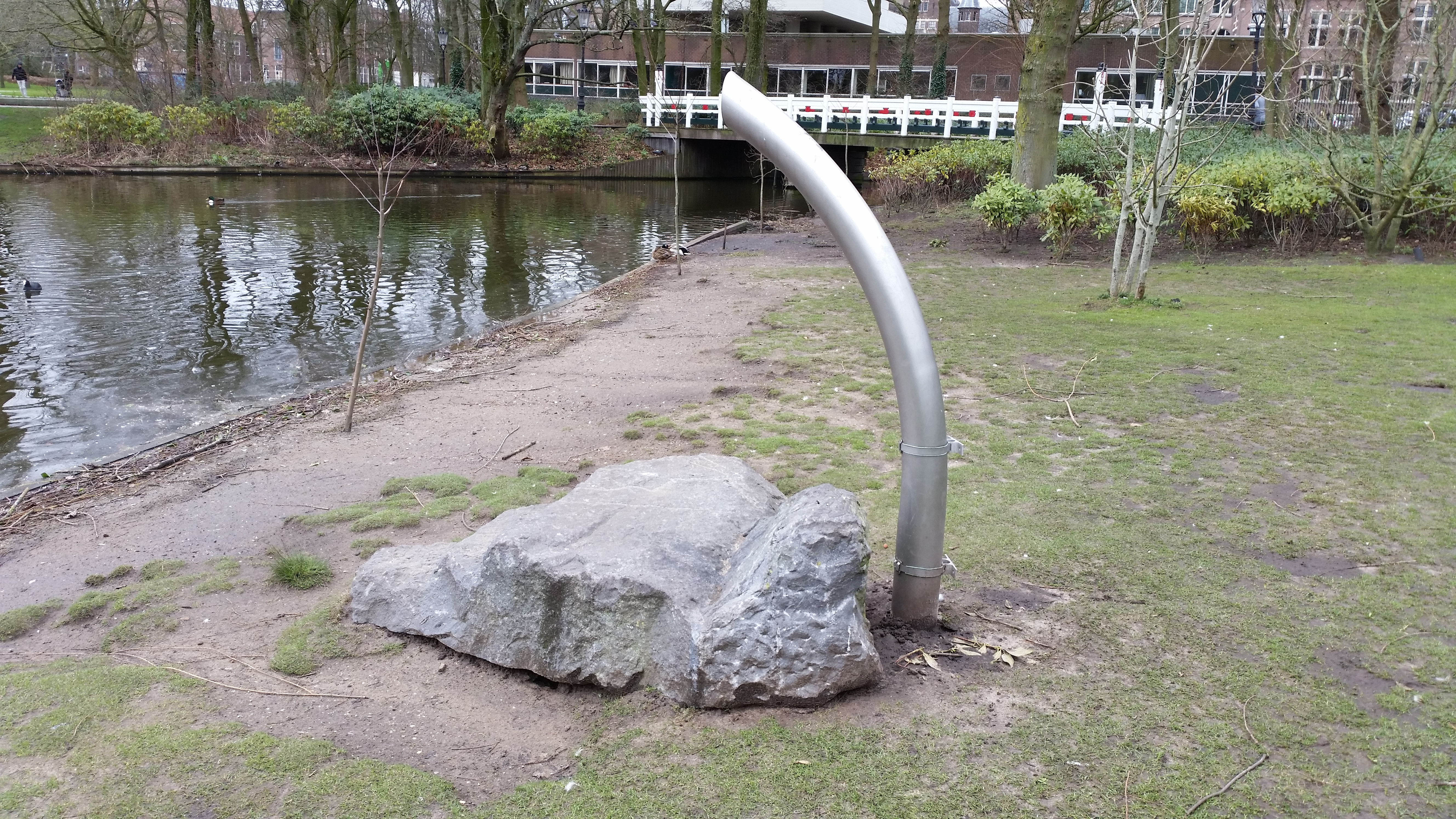
Spreeksteen met op de achtergrond Brug 159 (februari 2020)

De Spreeksteen is een speciale zone in het Oosterpark in Amsterdam vlak bij de noordelijke ingang achter het Wereldmuseum. Het is een Nederlandse variant op Speakers' Corner in het Londense Hyde Park.
De zone werd opgericht op 5 mei 2005. Aanleiding was de moord op Theo van Gogh die een half jaar daarvoor had plaatsgevonden in de Linnaeusstraat, een paar honderd meter verder. 
Elke zondagmiddag vanaf 13.30 uur zijn er bekende en onbekende sprekers. De toegang is gratis. 
Er is een stichting Spreeksteen Amsterdam die sprekers uitnodigt om het fenomeen bekender te maken.